# Kristin Danielsenová
Kristin Danielsenová je norská orientační běžkyně. V roce 1970 na Mistrovství světa v orientačním běhu v Eisenachu získala dvě bronzové medaile, jednu v individuální soutěži a jednu ve štafetovém běhu, následně na Mistrovství světa v orientačním běhu 1974 ve Silkeborgu získala stříbrnou medaili ve štafetovém běhu.